# Liste der Mitglieder der Deutschen Akademie der Naturforscher Leopoldina/1786
Die Liste der Mitglieder der Deutschen Akademie der Naturforscher Leopoldina für 1786 enthält alle Personen, die im Jahr 1786 zum Mitglied der Akademie ernannt wurden. Insgesamt gab es zwei neu gewählte Mitglieder.

## Mitglieder
| Nr. | Name                           | Beiname    | Geboren       | Aufnahme | Gestorben     | Bild             | Datenbank                      |
| --- | ------------------------------ | ---------- | ------------- | -------- | ------------- | ---------------- | ------------------------------ |
| 867 | Johann Caspar Dollfuss         | Polyanthus |               | 15. Sep. |               |                  | Johann Caspar Dollfuss         |
| 868 | Sigismund Friedrich Hermbstädt | Aristander | 14. Apr. 1760 | 16. Sep. | 22. Okt. 1833 | Porträt von 1808 | Sigismund Friedrich Hermbstädt |

## Hinweis zu den Lebensdaten
In der Liste sind zunächst die Lebensdaten gemäß Archiv der Leopoldina aufgenommen. Diese beziehen sich auf die Angaben gem. Neigebaur (1860) und Ule (1889). Die Lebensdaten im Namensartikel können daher von den Lebensdaten in der Liste abweichen.